# 한상진 (사회학자)
한상진(韓相震, 1945년 2월 15일~)은 중민(中民) 이론으로 널리 알려진 대한민국의 비판적 사회학자이다. 현재 서울대학교 사회학과 명예교수이자 베이징 대학(북경대학교) 초빙교수로서 활동하고 있다. 뉴욕 콜럼비아 대학, 파리 사회과학고등연구원(EHESS) 부에노스아이레스 대학, 베를린 사회과학원, 교토 대학 등에서 강의와 연구를 했다. 주요 관심영역은 사회이론, 정치사회학, 인권 및 전환기 정의, 동아시아 위험사회와 제2근대의 길 등이다.

## 성장과정
그는 1945년 ‘박사마을’로 유명한 전북 임실의 한 마을에서 태어났다. 해방둥이인 그는 대한민국의 파란만장한 역사와 함께 성장했다. 후일 광복60주년 기념행사를 주관하게 되고 이를 계기로 제2근대의 동아시아적 길을 모색하는 맥락에서 “광복”의 새로운 의미를 추구하게 된 것은 결코 우연이 아니다(한상진, 2016). 유년 시절 한국전쟁을 경험하고, 고등학교 재학시절 이승만 독재체제를 무너뜨린 4.19 혁명을 경험했다. 서울대학교 사회학과에 입학한 후 한일협정 반대시위(6.3 항쟁)에 가담했다가 일종의 “강제징집”을 당했다. 사회학과 대학원 재학시절엔 박정희 정권이 조작한 '재일유학생 간첩단 사건'에 연루되어 감옥생활을 하다가 무죄판결을 받고 석방되었다. 학창 시절의 이 경험은 그가 비판적 사회학자로서의 학문적 연구와 공적 지식인으로서의 실천적 참여를 지금까지 변함없이 균형 있게 추구할 수 있게 해준 밑거름이 되었다.

## 새로운 비판적 사회이론의 모색
4.19 혁명에 대한 논문으로 석사학위를 받은 후, 1974년 서던일리노이 대학([https://www.siu.edu%7C%5B깨진+링크(과거+내용+찾기)%5D Southern Illinois University]])으로 유학갔다. 박사논문을 준비하는 과정에서 하버마스(Habermas)와 미셸 푸코(Michel Foucault)를 매개하는 비판적 사회이론에 대한 독창적 구상의 기본틀이 형성되었다. 특히 하버마스의 비판이론에 관심이 많아서, 이미 학부시절에 하버마스의 교수취임강연 논문 “인식과 관심”(Erkenntnis und Interesse)을 읽고 깊이 매료되어 그 논문을 번역한 적이 있을 정도였다. 이 첫 인연은 박사학위 논문뿐만 아니라 그 이후에도 이어져, 1996년 하버마스 교수를 한국에 초청하여 많은 학술회의, 세미나, 언론인터뷰를 통해 한국의 지성계뿐만 아니라 시민사회 전반에 하버마스 신드럼을 일으킨 바 있고(한상진, 1996 ; Han 1998), 지금도 부부 동반으로 하버마스 교수의 자택을 방문하여 대화를 나눌 정도로 지적으로나 인간적으로 친밀한 관계를 이어가고 있다.
박사논문 지도교수인 찰스 레머트([http://www.charleslemert.org/%7C%5B깨진+링크(과거+내용+찾기)%5D Charles Lemert])를 통해 푸코를 알게 되었다. 특히 푸코의 미시권력이론에 끌려서, 이성과 소통을 대변하는 하버마스의 이론과 이성의 타자와 권력을 강조하는 푸코의 이론을 하나로 결합하려는 작업을 시작했다. 이 결합의 기본 발상은 하버마스의 '담론검증(Discursive Test of Validity)'의 관점과 푸코의 '언술분석(Discursive Analysis of Power)'의 관점을 결합하여 ‘언술변증의 방법(Discursive Method)’을 바탕으로 하는 새로운 비판적 사회이론의 틀을 제시하는 것이었다(Han, 1979). 이것은 하버마스와 푸코의 비판이론을 결합하려는 선도적 시도의 하나였다. 최근 그는 이 이론적 매개작업을 동아시아적 사유전통의 재구성이란 맥락 속에서 새롭게 제시하려는 기획을 추진하고 있다.
그는 독일 빌레펠트 대학교에서 포스닥 연구활동을 하면서 클라우스 오페(Claus Offe) 등 독일 비판이론의 젊은 피와 교류를 심화한 후에, 1981년 서울대학교 사회학과 교수로 취임했다.

## 산업화와 민주화의 이중발전과 중민(中民)이론
서울대 사회학과에서 그는 급속한 산업화와 강력한 민주화 운동이 동시에 진행된 한국의 고유한 사회, 정치적 발전과정을 그 물질적 조건과 규범적 동력의 차원에서 동시에 해명하려는 정치사회학적 연구에 관심을 집중했다. 이 연구를 통해 그는 관료적 권위주의론, 비판이론, 경험적으로 확인가능한 변혁주체에 대한 관심, 그리고 4.19 혁명, 5.18 광주 민주화 운동, 6.10 민주화 항쟁 같은 한국의 강력한 민주화 운동의 역사를 결합하여 ‘중민이론’이라는 독창적 이론을 80년대 중반에 제시했다.
한국의 70-80년대는 박정희와 전두환으로 대변되는 군사정권 하에서 고도 경제성장이 이루어지던 시대였을 뿐 아니라, 이 권위주의 체제에 대항하는 민주화 운동이 거세게 펼쳐지던 시대이기도 했다. 그는 이 양면적 발달동학을 해명하기 위해 관료적 권위주의 개념을 도입한다(한상진, 1984; 1988). 관료적 권위주의 체제는 한편 남미의 종속적 발전과는 달리 경제성장에 성공하면서 한국을 중진국의 대열에 올려놓았지만 다른 한편 자신의 무덤을 파는 집단도 산출했다. 강압적 군사정권에 대항하여 거리로 나선 수많은 대학생과 화이트칼라층이 바로 그들이었다. 한상진은 이 변혁주체를 '중민(中民)'으로 호명했다(한상진, 1991; Han, 2009) . 여기서 중민은 사회경제적 측면에선 중산층에 속하지만 민중의 정체성을 공유하는 진보적 성향의 사회집단을 가리킨다. 이 중민 개념에 기초하여 그는 80년대 사회변혁운동을 계급적 양극화 모델보다는 중심화 모델에 입각하여 설명했고(한상진, 1990) , 87년 체제 성립 이후의 민주화 과정과 관련하여 외압내진, 제도진입, 사회민주화의 3단계 모델을 제안했다(한상진, 1994).
21세기에 들어와 디지털 혁명의 영향이 일상세계 깊숙이 파고들고 신자유주의적 세계화로 인한 양극화 경향이 강화되고 있다. 따라서 현재 그는 이런 조건에서 중민의 구성과 동학이 어떻게 달라지고 있는지를 밝히는 연구를 위험사회에 대한 연구와 병행하여 진행하고 있다(한상진, 2015).

## 인권과 전환기 정의에 대한 소통적 접근
인권에 대한 한상진의 관심은 군사정권의 억압정치 일반과, 특히 광주 민주화 항쟁을 비롯한 거의 모든 민주화 운동에 대한 탄압과정에서 저질러진 잔혹한 인권유린에서 비롯되었고, 이 관심은 국내 차원뿐만 아니라 동아시아 차원에서의 전환기 정의(transitional justice)에 대한 관심으로도 발전되었다(한상진, 1998).
인권과 전환기 정의의 문제와 관련하여 그는 상호성에 입각한 소통적 접근방법을 발전시키고 있다(Han, 2012). 예컨대 일본 제국주의의 강제병합과 침략전쟁으로 많은 피해를 입었던 아시아 국가들의 시민과 지식인들은 과거 일본이 자행했던 잔혹행위에 대한 사과와 적절한 배상을 일본에 요구하고 있다. 이 문제와 관련하여 한상진은 통상적인 접근과는 달리 일본의 보통 시민들의 마음을 이해하고자 노력하는 방식으로 이 문제에 접근하고자 한다. 일본 국가가 과거사, 특히 제국주의 시대의 잔혹행위에 대한 정보를 대부분 차단하고 있기 때문에, 일본의 보통 시민들은 자신의 국가가 침략자로서 저지른 잔혹행위에 대해 알지 못하는 경우가 태반이다. 오히려 그들은 히로시마와 나가사끼에 투하된 핵폭탄의 희생자라는 자기이해를 갖고 있다. 가해자가 아니라 오히려 피해자라는 의식을 갖고 있는 것이다. 바로 이 때문에, 보통시민과 시민사회 차원에서 이루어지는 상호소통의 경로가 없다면 전환기 정의의 문제는 해결하기 어렵다는 것이 소통적 접근의 요지이다.

## 위험사회, 제2근대, 동아시아
한상진은 1995년 이래(한상진, 1995) 위험사회와 제2근대의 문제의식을 중민이론과 결합하는 작업을 꾸준히 수행해왔다(Han and Shim, 2010; Han, 2015; 2016). 이 맥락에서 독일 사회학자 울리히 베크와 맺은 지적 교류는 매우 밀접하여, 베크의 갑작스러운 죽음 직후 서울시장까지 참석한 가운데 동양식 추도식을 주도하기도 했다. 그럼에도 그가 생각하는 위험사회와 제2근대의 구상은 베크의 구상과 결을 달리한다. 그가 보기에 동아시아의 위험사회는 단순히 글로벌 생태위기만 아니라 돌진적 근대화로 인한 발달위험도 함께 겪는 복합 위험사회란 특징을 가지며, 이런 점에서 위험사회 개념은 동아시아에서 더 적합하고 풍요한 결실을 얻을 수 있다고 본다.
다른 한편 동아시아는 제1근대에서 선택적으로 배제되었지만 위험사회의 극복에 기여할 수 있는 풍부한 사상적, 문화적 잠재력을 갖고 있으며, 이 잠재력을 발굴하고 발전시키는 것이 제2근대의 동아시아적 경로에서 관건이라는 것이 그의 생각이다(Han, Shim and Park, 2016; Han, 2016). 이런 관점에서 그는 유교와 불교 등 동아시아적 사상 전통의 현재적 함의를 발굴하는 연구를 수행하는 동시에 현재 중국에서 진행되고 있는 ‘사회적 거버넌스’ 실험을 위험사회의 관점에서 연구하고 있는 중이다.

## 공적 지식인으로서의 삶
한상진은 공적 지식인으로서도 활발할 활동을 펼쳤다. 80년대 중반 이래 오랜 동안 '칼럼니스트'로서 활동하면서 한국사회에서 발생한 다양한 사건들의 의미를 그 발생시점에서 비판적으로 진단하고 처방의 방향을 제시해왔다(한상진, 1988; 1992; 1995). 김대중 정부에서 '대통령정책자문위원회 위원장'으로서 국가정책 수립에서 중요한 역할을 했고, '한국학중앙연구원 원장'으로 재직하는 동안에는 '외규장각 도서반환 협상 민간대표'로 활동하기도 했다(한상진, 2000). 노무현 정부에서 '광복60주년 기념행사 준비위원회 집행위원장'으로 활동했고, 이것은 제2근대의 맥락에서 광복의 새로운 의미를 추구하게 된 계기가 되었다(한상진, 2016). 2013년에는 민주통합당 대선평가위원장으로서 제1야당인 민주통합당의 대선패배 원인을 규명하는 작업을 했고, 2016년 초엔 현재 제3당인 국민의당의 '창당준비공동위원장'으로 활동하기도 했다.

## 근황
서울대학교 사회학과에서 정년퇴임을 한 후 그는 2012년 중민사회이론연구재단(https://web.archive.org/web/20170426173456/http://www.joongmin.org/) 을 설립하여 세계화와 디지털 시대의 중민의 변화에 대한 연구, 주주-직원 공생 프로젝트, 동아시아 위험사회 분석, 동아시아 사상 전통의 재구성 등등 여러 분야에 걸쳐 연구를 진행하고 있으며, 또한 이를 위해 서울, 베이징, 도쿄, 유럽을 오가면서 폭넓은 국제적 연구 네트워크를 형성해가고 있다(EARN, https://web.archive.org/web/20170521195610/http://earnglobal.org/).

## 주요 저서
- 2017	Asian Tradition and Cosmopolitan Politics, edited by Han Sang-Jin, Rowman & Littlefield: Lexington Books (출판예정).
- 2017	Beyond Risk Society: Ulrich Beck and the Korean Debate, edited by Han Sang-Jin, Seoul National University Press. /[깨진 링크(과거 내용 찾기)] ISBN 9788952117656[깨진 링크(과거 내용 찾기)]
- 2015	『중민 이론과 한국사회[e-book]』, 중민출판사. /ISBN 9791195588800
- 2015	『정치는 감동이다』, 최종숙과 공저, 메디치미디어. /ISBN 9791157060238
- 2012	Divided Nations and Transitional Justice: What Germany, Japan and South Korea can Teach the World. Former President of South Korea Kim Dae Jung and former President of Germany Richard von Weizsäcker, edited by Han Sang-Jin, Boulder: Paradigm Publisher. /ISBN 9781594519017
- 2010	『위험에 처한 세계와 가족의 미래』, 심영희와 공편, 새물결. /ISBN 9788955592832
- 2007	The Global Forum on Civilization and Peace (Co-edited with Duck-Hong Yun), Academy of Korean Studies. /ISBN 9788971056134
- 2007	Human Rights in North Korea (Co-edited with Kie-Duck Park), Seoul: Sejong Institute. /ISBN 9788974295103
- 2006	『역동적 균형과 한국의 미래1: 민주정치와 균형외교』, 임동원 등과 공편, 서울: 나남. /ISBN 9788930081627
- 2006	『역동적 균형과 한국의 미래3: 사회통합과 균형성장』, 송기도 등과 공편, 서울: 나남. /ISBN 9788930081641
- 2003	『386세대, 그 빛과 그늘』, 문학사상사. /ISBN 8970124950
- 2003	『노사신뢰의 열쇠』, 원창희 등과 공편, 서울: 나남. /ISBN 9788930039666
- 2000	『사실성과 타당성 (Jürgen Habermas, Faktizität und Geltung)』, 박영도와 공역, 서울: 나남. /ISBN 9788930082266
- 1998	『현대사회와 인권』, 서울: 나남. /ISBN 9788930036467
- 1998	『동양의 눈으로 세계를 향하여』, 서울: 나남. /ISBN 9788930036535
- 1998	『제3의 길 (Anthony Giddens, The Third Way)』, 박찬욱과 공역, 서울: 생각의 나무. /ISBN 9788988045336
- 1998	Habermas and the Korean Debate, Seoul National University Press. /ISBN 9788970963235
- 1997	『하버마스: 이성적 사회의 기획, 그 논리와 윤리』, 서울: 나남. /ISBN 9788930035613
- 1996	『현대성의 새로운 지평: 하버마스 한국 방문 7강의』, 서울: 나남. /ISBN 9788930035019
- 1995	『눈카마스, 이제는 그만』, 서울: 책세상. /ISBN 9788970130590
- 1992	『한국, 제3의 길을 찾아서』, 서울: 책세상. /ISBN 9788970130019
- 1992	『사회운동과 사회개혁』, 양종회와 공편, 서울: 전예원. /ISBN 2005737000970[깨진 링크(과거 내용 찾기)]
- 1991	『중민 이론의 탐색』, 서울: 문학과 지성사. /ISBN 2002194006217[깨진 링크(과거 내용 찾기)]
- 1991	『마르크스주의와 민주주의』, 서울: 사회문화연구소. /ISBN 2002904000030[깨진 링크(과거 내용 찾기)]
- 1990	『국가이론과 위기분석』, 서울: 전예원. /ISBN 2005737000215[깨진 링크(과거 내용 찾기)]
- 1990	『미셸 푸꼬론』, 서울: 한울사. /ISBN 2008039001614[깨진 링크(과거 내용 찾기)]
- 1990	『체제비교의 사회학 (H. Davis & R. Scase, "Western Capitalism and State Socialism," Oxford: Basil Blackwell, 1985) 』, 서울: 느티나무사. /ISBN 2001158000254[깨진 링크(과거 내용 찾기)]
- 1990	『유럽의 교훈과 제3세계 (Dieter Senghaas, "von Europa Lernen," Suhrkamp, 1982)』, 유팔무 교수와 공역, 서울: 나남사. /ISBN 2000989005438[깨진 링크(과거 내용 찾기)]
- 1988	『한국사회와 관료적 권위주의』, 서울: 문학과 지성사. /ISBN 2002194007375[깨진 링크(과거 내용 찾기)]
- 1988	『변혁의 주체는 누구인가[깨진 링크(과거 내용 찾기)]』, 서울: 동아일보사.
- 1987	『민중의 사회과학적 인식』, 문학과 지성사. /ISBN 2002194002707[깨진 링크(과거 내용 찾기)]
- 1984	『제3세계 정치체제와 관료적 권위주의』, 서울: 한울사. /ISBN 2008039004073
- 1984	『계급이론과 계층이론』, 서울: 문학과 지성사. /ISBN 2002194000239[깨진 링크(과거 내용 찾기)]
- 1984	『현대사회이론과 이데올로기 (J. Larrain, "The Concept of Ideology," London: Hutchinson, 1979)』, 심영희와 공역, 서울: 한울사. /ISBN 2008039005773[깨진 링크(과거 내용 찾기)]
- 1984	『관료적 권위주의와 조합체제 (Gillermo O’Donnell, Bureaucratic Authoritarianism and corporation)』, 서울: 한울사. /ISBN 2008039000501[깨진 링크(과거 내용 찾기)]
- 1983	『한국사회 어디로 가고 있나[깨진 링크(과거 내용 찾기)]』, 현대사회연구소.
- 1983	『비판사회학[깨진 링크(과거 내용 찾기)] (A. Giddens, "Sociology: A Brief but Critical Introduction," London: Macmillan, 1982)』, 서울: 현상과 인식사.